# PEMFC
Tế bào nhiên liệu màng điện phân polymer hoặc 
pin nhiên liệu trao đổi proton qua màng lọc (tiếng Anh: polymer electrolyte membrane fuel cell hoặc proton exchange membrane fuel cell, viết tắt là PEMFC) là loại tế bào nhiên liệu ít phức tạp, có nhiều triển vọng để được sản xuất hàng loạt. Nó sử dụng một phản ứng hóa học thường có trong nhiều loại pin nhiên liệu, phản ứng kết hợp oxy và hydro ra nước và năng lượng.

## Bộ phận chính

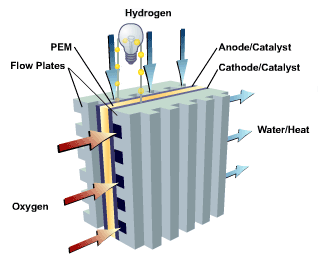
Pin nhiên liệu trao đổi proton qua màng lọc.

- Cực dương, có vài công việc chính: dẫn những điện tử tách ra từ phân tử hydro để được sử dụng cho mạch điện bên ngoài. Nó có những đường gạch rất nhỏ, rất đều đặn để khí hydro được phân bố đều trên mặt bằng khi gặp chất xúc tác.
- Cực âm, trên mặt cũng có những đường gạch như cực dương, có bổn phận dẫn khí oxy tới mặt của chất xúc tác. Đồng thời nó cũng dẫn những điện tử sau khi phản ứng từ mạch điện ngoài, nhập lại với ion hydro và oxy tạo ra nước tinh khiết.
- MEA, Membrane Electrode Assembly, hay tạm dịch là hệ màng - điện cực: là một bộ phận rất quan trọng cho quá trình phản ứng hóa học trong pin nhiên liệu, làm từ polymer đã được sulfon hóa, nhìn giống như miếng chất dẻo gói thức ăn trong bếp. Màng chất dẻo mỏng ngăn được khí nhưng lại dẫn proton. Màng được gắn các nhóm chức axit cho phép các proton ở cực dương đi qua, và ngăn chặn điện tử đi ngang qua nó.
- Chất xúc tác: một chất hóa học đặc biệt làm cho phản ứng của oxy và hydro xảy ra dễ dàng hơn. Đặc biệt, nó làm thay đổi trạng thái hóa học của hydro và oxy nhưng không bao giờ tự thay đổi. Chất này có giá thành cao, làm bằng bột bạch kim, phủ rất mỏng lên giấy than, hoặc vãi than, rất nhám và rỗ với những lỗ rất nhỏ. Mặt nhám tiếp xúc với khí hydro và oxy, mặt phẳng mềm tiếp xúc với mạng tác nhân hóa học.

## Hoạt động
- Hydro phân tử (H2) được đẩy vào cực dương, xuyên qua chất xúc tác bởi sức ép, H2 phân ra thành hai ion H+ và hai điện tử. Điện tử được dẫn qua cực dương, xuyên qua mạch điện ngoài tạo ra dòng diện và trở lại cực âm của pin nhiên liệu.
- Cùng một lúc, oxy phân tử (O2) vào cực âm bằng sức ép xuyên qua chất xúc tác tạo ra hai nguyên tử oxy. Mỗi một nguyên tử có sức mạnh thu hút hai ion H+ xuyên qua mạng tác nhân, kết hợp nhau thành một phân tử nước (H2O).
- Trong quá trình tái tạo phân tử nước sinh ra nhiệt và dòng điện khoảng 0,7V. Để đưa dòng điện đến mức hữu dụng, nhiều pin nhiên liệu được kết hợp với nhau thành một chùm pin nhiêu liệu.

## Đặc tính
Vì loại màng này chỉ hoạt động khi có chứa một lượng nước nhất định, các tế bào chỉ hoạt động ở nhiệt độ dưới 100°C (khoảng 176 °F, hay 80 °C). Đây là nhiệt độ rất thấp so với những loại pin nhiên liệu khác, cho nên nó hâm nóng rất nhanh chóng và không đòi hỏi nhiều cấu trúc phức tạp và tốn kém. Tuy nhiên, vì ở nhiệt độ thấp, người ta phải cần dùng đến các chất xúc tác để đưa phản ứng vào hoạt động. Ở môi trường có độ chua và tính ăn mòn cao nên các chất xúc tác phải được làm bằng các kim loại quý như platin hoặc hợp kim của platin.
Mặc dù dễ bị oxit cacbon làm hỏng nhưng bù lại loại tế bào nhiên liệu này có thể được vận hành với oxy trong không khí.

## Ứng dụng
Điện thoại di động, một số ô tô hay nhà máy phát điện cỡ nhỏ, là các lĩnh vực ứng dụng tiềm năng của loại tế bào nhiên liệu này. Ưu điểm của loại tế bào này là có cấu tạo đơn giản, khởi động nhanh không cần phải làm nóng trước lâu. Mặc dù giá thành tương đối cao vì các chất xúc tác phải làm bằng kim loại quý, PEMFC được dự đoán có tiềm năng thị trường rất lớn. Loại tế bào nhiên liệu này là loại được sử dụng nhiều nhất trong các xe thực nghiệm như ô tô, xe buýt, tàu điện.
NASA đã sử dụng loại tế bào nhiên liệu này trong chương trình du hành vũ trụ Gemini.
Năm 1999 DaimlerChrysler hợp tác cùng với Ford và Ballard Power Systems giới thiệu xe NECAR 4 (New Electric Car 4) dùng PEMFC được cung cấp chất đốt từ một bình hydrogen lỏng có tầm hoạt động 450km và vận tốc nhanh nhất là 140 km/h.
Năm 2001 Opel và General Motor giới thiệu loại xe HydroGen3 với bình hydrogen lỏng dung tích 68 lít, có tầm hoạt động 400 km và vận tốc nhanh nhất là 150 km/h.
Các loại xe buýt của DaimlerChrysler và của MAN sử dụng PEMFC cũng đang được chạy thực nghiệm ở nhiều thành phố trên thế giới. Nhiều thiết bị kết hợp phát điện và sưởi từ PEMFC của hãng Ballard Power Systems cũng đang được thử nghiệm tại Berlin (Đức).